# Чина круглолистная
Чи́на рокруглолистная (лат. Lathyrus rotundifolius) — вид многолетних травянистых растений рода Чина (Lathyrus) семейства Бобовые (Fabaceae).

## Ботаническое описание
Многолетнее травянистое растение с немногочисленными или одиночными вьющемися стеблями, цепляющиеся листовыми усиками, высотой от 40 см до 1 м высотой. Стебли более или менее прямостоячие или восходящие, крылатые, голые. Прилистники 1 — 2,5 см длиной, 3 — 6 мм шириной. Черешок листа узкокрылый или бескрылый. Листовая ось заканчивается ветвистым усиком. Листья состоят из 1 пары округло-эллиптических или обратнояйцевидных, тупых листочков 2,5 — 5 см длиной, 2 — 4 см в ширину, с тремя заметными продольными жилками.
Цветоносы по длине немного превышают листья. Соцветие — негустая кисть с 3 — 6 цветков. Цветки около 1,5 — 2 см длиной, венчик ярко-розовый. Чашечка колокольчатая, с неравными зубцами (верхние немного короче нижних). Флаг округлый, внезапно суженный в короткий ноготок, крылья равной длины с флагом, при основании с длинным загнутым зубцом; челнок короче крыльев, округлённый, у основания с широким зубцом. Бобы голые, сидячие, линейные, по спинке с продолговатыми рёбрами, по бокам слегка сжатые, 4 — 6,5 см длиной, 0,4 — 0,8 мм в ширину, 8 — 10 семян. Створки с косым сетчатым жилкованием. Семена округлые, тёмные, гладкие. Цветёт в мае-июне, плодоносит в июле-августе. Кариотип — 2n = 14.
Морозостоек до минус 23 °C.

## Экология
Растёт в горных широколиственных лесах и на опушках, в зарослях.

## Распространение
Общее распространение: Закавказье (Азербайджан, Армения, Грузия), Малая Азия (горы юго-западного побережья Чёрного моря), Иран, Ирак, Турция, Россия (Челябинская, Свердловская, Куйбышевская, Оренбургская области, Башкортостан), Украина (Днепропетровская область). Индуцированный вид для США (Джорджия). Произрастает в Крыму.

## Использование и хозяйственное значение
Имеет кормовое и декоративное значение. Является медоносом.